# La Lucha, Siltepec
La Lucha är en ort i Mexiko.   Den ligger i kommunen Siltepec och delstaten Chiapas, i den sydöstra delen av landet, 800 km sydost om huvudstaden Mexico City. La Lucha ligger 1 723 meter över havet och antalet invånare är 140.
Terrängen runt La Lucha är bergig söderut, men norrut är den kuperad. Runt La Lucha är det ganska tätbefolkat, med 96 invånare per kvadratkilometer. Närmaste större samhälle är Capitán Luis A. Vidal, 6,2 km norr om La Lucha. I omgivningarna runt La Lucha växer i huvudsak städsegrön lövskog.